# Enrique Dussel
 (novembre 2023).
Enrique Domingo Dussel Ambrosini dit Enrique Dussel, né le 24 décembre 1934 à La Paz dans la Province de Mendoza en Argentine et mort le 5 novembre 2023 à Mexico, est un philosophe, historien et théologien d'origine argentine, naturalisé mexicain.
Ses vastes connaissances en philosophie, politique, histoire et religion, reflétées dans plus de 50 livres et plus de 400 articles – dont beaucoup sont traduits dans plus de six langues – le classent parmi les penseurs philosophiques américains les plus prestigieux et influents. Développée dans le dernier tiers du XXe siècle, son œuvre constitue le fondement d'une philosophie engagée. Critiques de la modernité en tant qu’époque historique, ses textes font appel à un « nouveau » moment appelé transmodernité. Critique également de l'hellénocentrisme, de l'eurocentrisme et de l'occidentalisme, il défend la position philosophique dite du « tournant décolonisateur » ou du « tournant décolonial ».

## Biographie

### Années de formation (1946-1967)
Fils d'immigrés allemand et italien, Enrique Dussel grandit dans un village de la Pampa avec les valeurs du catholicisme social. De 1946 à 1951, il étudie au lycée technique agricole Domingo Faustino Sarmiento de Mendoza. En 1952, il entame des études de philosophie à la Faculté de philosophie de l’Université nationale de Cuyo. Après avoir participé à la fondation de Fédération universitaire de l’Ouest, il est incarcéré en 1954 avec d’autres dirigeants des mouvements étudiants qui luttaient contre Juan Perón,.
À l’Université nationale de Cuyo, Dussel a pour professeurs Ángel González Álvarez (es), Mauricio López, Arturo Andrés Roig et surtout Guido Soaje Ramos, son professeur d’éthique qui lui fait découvrir Aristote et Thomas d’Aquin, Max Scheler et Dietrich von Hildebrand. Dès cette époque, Enrique Dussel lit le grec, le latin, le français et l'allemand. Il se passionne déjà pour les penseurs chrétiens français, et notamment Jacques Maritain et Emmanuel Mounier.
En parallèle, de 1951 à 1954, il suit des cours à l’École des Beaux-Arts et souhaite devenir architecte : cette vocation artistique motivera plus tard ses réflexions sur le design et l'esthétique de la libération, puis l'esthétique décoloniale.
En 1957, Enrique Dussel part étudier à l'Université complutense de Madrid où il suit les cours de José Luis López Aranguren (es), Antonio Millán-Puelles (es), Pedro Laín Entralgo (es), Julián Marías Aguilera  et Xavier Zubiri. En mémoire de fin d'études, il soutient une première thèse intitulée La problématique du bien commun dans la pensée grecque jusqu’à Aristote. À l'été 1957, il voyage à Paris, Bruxelles, Fribourg, Florence, Bologne, et Rome, puis embarque pour le Liban, la Syrie et arrive en Israël. À Nazareth, il fait la connaissance de Paul Gauthier et travaille pendant un mois à son projet de cité ouvrière visant à loger des populations palestiniennes vivant dans une extrême pauvreté,.
De retour en Espagne, il obtient son doctorat de philosophie en 1959 pour une thèse influencée par Jacques Maritain sur La problématique du bien commun, des Présocratiques à Kelsen. Il retourne alors en Israël et y travaille pendant deux ans, de 1959 à 1961, comme charpentier. Là, il prend conscience de la situation des opprimés latino-américains qu'il décrit en employant la catégorie, chère à Paul Gauthier, de « pauvreté ». À la même époque, Enrique Dussel apprend l'hébreu et lit les philosophes judéo-allemands Hermann Cohen, Martin Buber et surtout L'Étoile de la Rédemption de Franz Rosenzweig.
De 1961 à 1965, Enrique Dussel vit et étudie à Paris. Il y écrit ses deux premiers ouvrages L’humanisme hellénique et L’humanisme sémite. Suivant les cours de Paul Ricœur, il est particulièrement marqué par La symbolique du mal. Il étudie aussi Husserl, Merleau-Ponty et Sartre. En 1965, il obtient un diplôme en sciences de la religion à l'Institut catholique de Paris. En 1967, il achève un doctorat d'histoire de La Sorbonne sur L’épiscopat latino-américain, institution missionnaire pour la défense de l’Indien (1504-1620) sous la direction de Robert Ricard et Joseph Lortz (de) à Mayence.

### Le retour en Argentine (1967-1975)
En 1967, Enrique Dussel retourne en Argentine après avoir fait plusieurs voyages en Amérique latine depuis le début des années 1960, et notamment en 1966 à l’Université nationale du Nordeste à Resistancia (aujourd'hui Resistencia). Il est d'abord professeur adjoint en anthropologie puis titulaire de la chaire d'éthique à l’Université nationale de Cuyo. Il y achève sa trilogie sur l’herméneutique anthropologico-éthique des Grecs, des Sémites et des Chrétiens en écrivant Le dualisme dans l’anthropologie de la chrétienté.
Participant pleinement à l'activité politique et intellectuelle de l'Amérique latine à la fin des années 1960, Enrique Dussel lit et discute la théorie de la dépendance, la sociologie de la libération de Orlanda Fals Borda (en), le débat entre Augusto Salazar Bondy (es) et Leopoldo Zea au sujet de la philosophie latino-américaine et les prémisses de la théologie de la libération, dont il est l'un des initiateurs. En 1969, Dussel est alors en train d'élaborer une éthique ontologique de la libération latino-américaine, principalement influencée par Martin Heidegger.
En 1970, le philosophe et théologien Juan Carlos Scannone (es), l'un des mentors du futur Pape François, lui fait découvrir Totalité et Infini d'Emmanuel Levinas. Enrique Dussel rompt alors avec sa période heideggerienne : la relecture politique des catégories lévinassiennes de totalité, d'altérité et d'extériorité sera à l'origine du courant philosophique de la philosophie de la libération. D'autres critiques de Hegel, tels que Schelling, Søren Kierkegaard, Ludwig Feuerbach et Karl Marx, exercent aussi une certaine influence sur Enrique Dussel. 
Entre 1970 et 1974, il voyage en Amérique latine et dialogue avec d'autres membres fondateurs de la philosophie de la libération tels que  Mario Casalla, Carlos Cullen, Osvaldo Adelmo Ardiles, Juan Carlos Scannone, Rodolfo Kusch, Horacio Cerruti Guldberg, Leopolda Zea et Arturo Andrés Roig. Enrique Dussel développe alors sa propre méthode philosophique qu'il appelle analectique ou dialectique positive.

### L'exil au Mexique (1975-2023)
Intellectuel engagé contre l'extrême-droite péroniste, Enrique Dussel et d'autres philosophes de la libération sont visés par des menaces et des attentats. Le 2 octobre 1973, un attentat à la bombe détruit le domicile familial de Dussel. En mars 1975, il est renvoyé de l’Université nationale de Cuyo et s'exile en août 1975 au Mexique alors que la guerre sale commence en Argentine.
Enrique Dussel est d'abord professeur à l'Université autonome métropolitaine dès 1975 puis aussi à l'Université nationale autonome du Mexique, dont il deviendra le recteur par intérim entre 2013 et 2014.
Au Mexique, il écrit son ouvrage le plus célèbre Philosophie de la libération. Au même moment, il commence une relecture intégrale de l'œuvre de Karl Marx avec ses étudiants qui donnera lieu à quatre ouvrages : La production théorique de Marx. Un commentaire des Grundrisse, Hacia un Marx desconocido. Un comentario de los Manuscritos del 61-63, El último Marx (1863-1882) y la liberación latinoamericana. Un comentario a la tercera y cuarta redacción de “El Capital” et Las metáforas teológicas de Marx.
À partir de 1989, Enrique Dussel entame un dialogue avec Karl-Otto Apel, Jürgen Habermas, Gianni Vattimo et Richard Rorty qui le conduira à la rédaction de L'éthique de la libération à l'ère de la mondialisation et de l'exclusion, vaste entreprise de construction d'une éthique critique fondée sur quatre principes : le principe matériel, le principe formel, le principe de faisabilité et le principe critique, celui de toujours partir du point des victimes du système en vigueur. Depuis 1998, à la suite de sa monumentale Éthique de la libération, Enrique Dussel a développé une politique de la libération en trois tomes, résumée dans ses Vingt thèses de politique.
Enrique Dussel a souvent pris la parole dans l'espace public au Mexique et en Amérique latine pour commenter l'actualité politique. Au cours des années 2010, il s'était engagé dans la formation politique des militants du parti MORENA d'Andrés Manuel López Obrador.
Depuis les années 1980, il a reçu de nombreux prix, distinctions et doctorats honoris causa : membre de l'American Academy of Arts and Sciences, récipiendaire du prix Albertus Magnus (de) (2010) et des doctorats honoris causa de l'Université de Fribourg (1981), de l'Université Mayor de San Andrés (1995), de l'Université de Buenos Aires (2012), de l'Université de Santo Tomás (2015), de l'Université nationale de San Martín (2015), de l'Université nationale du Costa Rica (2016), de l'Université du Chili (2017), de l'Université nationale de Cuyo (2018), de l'Université du Panamá (2018), de l'Université de Guadalajara (2018) et de l'Université nationale de La Plata (2023).

### Le tournant décolonial
Depuis les années 1960, Enrique Dussel n'a cessé de penser la place occultée de l'Amérique latine et des pays de la périphérie dans l'histoire mondiale. En 1992, à l'occasion du 500e anniversaire de la « découverte » des Amériques, Dussel développe explicitement une critique du mythe de la modernité comme invention européenne dans 1492. L'occultation de l'autre.
À partir de 1998, deux de ses hypothèses ont nourri le Groupe modernité/colonialité: l'intrication de la modernité et de la colonialité depuis 1492 et l'utopie d'une transmodernité.
En 2010, il donne une célèbre conférence intitulée « Méditations anti-cartésiennes » à l’Université de Cologne, où il montre la double naissance de la modernité et de sa critique dès le xvie siècle, notamment chez Bartolomé de las Casas et Felipe Guamán Poma de Ayala.

## Œuvres

### En français
- Histoire et théologie de la libération. Perspective latino-américaine, Paris, Éditions Économie et Humanisme - les Éditions Ouvrières, 1974.
- Éthique communautaire, trad. fr. F. Guibal, Paris, Les Éditions du Cerf, 1991.
- 1492. L'occultation de l'autre, trad. fr. Ch. Rudel, Paris, Les Éditions Ouvrières, 1992.
- L'éthique de la libération : brève architectonique d'une éthique matérielle et critique, trad. fr. A. K. Lumembu, Paris, L'Harmattan, 2002 (traduction incomplète).
- La production théorique de Marx. Un commentaire des Grundrisse, trad. fr. M. Van der Vennet, Paris, L'Harmattan, 2009.
- Vingt thèses de politique, trad. fr. M. Le Corre-Chantecaille & N. C. Gómez-Villamarín, Paris, L'Harmattan, 2018.
- Philosophie de la libération, trad. fr. E. Levine, Paris, Presses Universitaires de France, 2023.
- Métaphysique de l'altérité. Levinas et la libération latino-américaine, trad. fr. E. Levine, Paris, Hermann, 2024.

### En espagnol
- Hipótesis para el estudio de Latinoamérica en la historia universal. Investigación del “mundo” donde se constituyen y evolucionan las “Weltanschauungen, 1966.
- El humanismo semita, 1969.
- Para una de-strucción de la historia de la ética I, 1972.
- La dialéctica hegeliana. Supuestos y superación o del inicio originario del filosofar, 1972 (2a. ed.: Método para una filosofía de la liberación. Superación analéctica de la dialéctica hegeliana, 1974).
- América Latina dependencia y liberación. Antología de ensayos antropológicos y teológicos desde la proposición de un pensar latinoamericano, 1973.
- Para una ética de la liberación latinoamericana I, 1973.
- Para una ética de la liberación latinoamericana II, 1973.
- El dualismo en la antropología de la cristiandad, 1974.
- Liberación latinoamericana y Emmanuel Levinas, 1975.
- El humanismo helénico, 1975.
- Filosofía ética latinoamericana III, 1977.
- Introducción a una filosofía de la liberación latinoamericana, 1977.
- Introducción a la filosofía de la liberación, 1977.
- Filosofía de la liberación, 1977.
- Religión, 1977.
- Filosofía de la poiesis. Introducción histórica, 1977 (Reedición aumentada: Filosofía de la producción, 1984).
- Filosofía ética latinoamericana IV: La política latinoamericana. Antropológica III, 1979.
- Filosofía ética latinoamericana V: Arqueológica latinoamericana. Una filosofía de la religión antifetichista, 1980.
- Liberación de la mujer y erótica latinoamericana. Ensayo filosófico, 1980.
- La pedagogía latinoamericana, 1980.
- Praxis latinoamericana y filosofía de la liberación, 1983.
- La producción teórica de Marx. Un comentario a los Grundrisse, 1985.
- Ética comunitaria, 1986.
- Hacia un Marx desconocido. Un comentario de los Manuscritos del 61-63, 1988.
- El último Marx (1863-1882) y la liberación latinoamericana. Un comentario a la tercera y cuarta redacción de “El Capital”, 1990.
- 1492: El encubrimiento del Otro. Hacia el origen del “mito de la Modernidad”, 1992.
- Las metáforas teológicas de Marx, 1994.
- Apel, Ricoeur, Rorty y la Filosofía de la Liberación con respuestas de Karl-Otto Apel y Paul Ricoeur, 1994.
- Historia de la filosofía y filosofía de la liberación, 1994.
- Ética de la liberación en la edad de la globalización y la exclusión, 1998.
- Ética de la liberación ante Apel, Taylor y Vattimo con respuesta crítica inédita de K.-O. Apel, 1998.
- Posmodernidad y transmodernidad. Diálogos con la filosofía de Gianni Vattimo, 1999.
- Hacia una filosofía política crítica, 2001.
- Ética del discurso y ética de la liberación (con Karl-Otto Apel), 2005.
- 20 tesis de política, 2006.
- Filosofía de la cultura y la liberación, 2006.
- Política de la liberación. Historia mundial y crítica, 2007.
- Materiales para una política de la liberación, 2007.
- Política de la liberación. Arquitectónica, 2009.
- Historia del Pensamiento Filosófico Latinoamericano, del Caribe y "Latino" (1300-2000), (con Eduardo Mendieta y Carmen Bohórquez) 2009.
- Carta a los indignados, 2011.
- 16 Tesis de Economía Política, 2014
- 14 Tesis de Ética, 2016.